# Mäeküla järv
Mäeküla järv är en sjö i Estland.   Den ligger i landskapet Viljandimaa, i den södra delen av landet, 160 km söder om huvudstaden Tallinn. Mäeküla järv ligger 100 meter över havet. Arean är 0,55 kvadratkilometer. I omgivningarna runt Mäeküla järv växer i huvudsak blandskog. Den sträcker sig 1,7 kilometer i nord-sydlig riktning, och 0,6 kilometer i öst-västlig riktning.